# Cassida polymeriae
Cassida polymeriae – gatunek chrząszcza z rodziny stonkowatych i podrodziny tarczykowatych.
Gatunek ten opisany został po raz pierwszy w 2011 roku przez Lecha Borowca na łamach „Genus”. Jako lokalizację typową wskazano północne okolice Boonah w australijskim stanie Queensland. Epitet gatunkowy pochodzi od rośliny żywicielskiej.
Chrząszcz o krótko-owalnym ciele długości od 3,8 do 4,85 mm i szerokości od 2,8 do 3,35 mm, z wierzchu ubarwionym ochrowożółto, od spodu ochrowożółto z przyciemnionym tułowiem i środkiem odwłoka, czasem z zapiersiem miejscami wpadającym w jasny brąz. Głowę jego cechuje szeroki i lekko wypukły nadustek, bardzo płytko wykrojona warga górna i smukłe czułki o członach od pierwszego do szóstego żółtych, a pozostałych ściemniałych. Szeroko-owalne, najszersze pośrodku przedplecze ma niewyodrębnione kąty nasadowe i słabo wygraniczony od rozpłaszczonego obrzeżenia dysk; zarówno na dysku, jak i na obrzeżeniu brak jest punktowania, to ostatnie jest przejrzyste z wzorem przypominającym strukturą plaster miodu. Najszersze nieco przed środkiem pokrywy mają ku przodowi wystające kąty barkowe, równomiernie zaokrąglone boki, umieszczone w regularnych, wgłębionych rzędach punktowanie dysku i rozpłaszczone, niepunktowane obrzeżenia. Odnóża mają na stopach niezmodyfikowane, bezzębne pazurki.
Owad endemiczny dla Australii, znany tylko z Queenslandu. Jest fitofagiem żerującym na Polymeria calycina z rodziny powojowatych.